# معهد لاهوتي

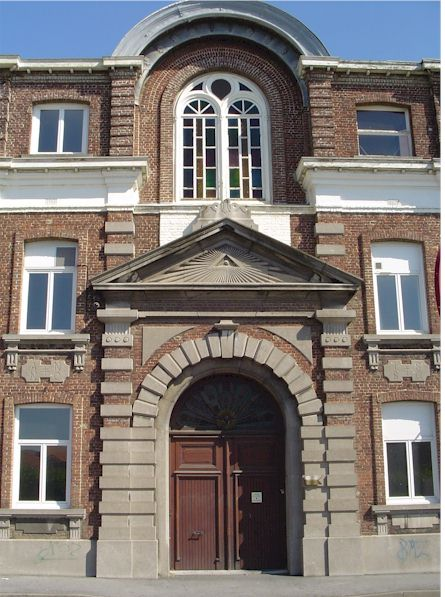

المعهد اللاهوتي أو معهد اللاهوت هي مؤسسة تعليمية لتعليم الطلاب الكتاب المقدس واللاهوت، وبشكل عام إعدادهم لرسامتهم ليخدموا كرجال دين في المجال الأكاديمي أو الكهنوتي. (بالإنجليزية: Seminary) أصلها (باللاتينية: seminarium)، وتترجم ل «مكان البذرة»، وذُكرت في وثيقة مجمع ترينت Cum Teencentium aetas التي دعت إلى إنشاء أول معاهد لاهوتية. في الغرب، يشير المصطلح (بالإنجليزية: Seminary) الآن إلى المعاهد الكاثوليكية واتسع نطاقه ليشمل الطوائف المسيحية الأخرى والمؤسسات اليهودية الأمريكية.